# Oxyopes galla
Oxyopes galla là một loài nhện trong họ Oxyopidae.
Loài này thuộc chi Oxyopes. Oxyopes galla được Lodovico di Caporiacco miêu tả năm 1941.